# 去甲腎上腺素再攝取抑制劑
去甲腎上腺素再攝取抑製劑（norepinephrine reuptake inhibitor，NRI，NERI）又称正腎上腺素再攝取抑製劑，為一種抑制去甲腎上腺素再攝取的藥物。該藥通過阻斷或減緩去甲腎上腺素的再攝取而發揮作用。而去甲腎上腺素為腦中調節注意力、搏動性和活動水平的重要物質，該藥對治療注意力缺陷多動症（ADHD）有明顯的作用。

## 現有的去甲腎上腺素再攝取抑製劑

### 普通
- 阿托莫西汀
- Amedalin（英语：Amedalin） (UK-3540-1)
- CP-39,332（英语：CP-39,332）
- Daledalin（英语：Daledalin） (UK-3557-15)
- Edivoxetine（英语：Edivoxetine） (LY-2216684)
- Esreboxetine（英语：Esreboxetine）
- Lortalamine（英语：Lortalamine） (LM-1404)
- 馬吲哚 (Mazanor, Sanorex)
- Nisoxetine（英语：Nisoxetine） (LY-94,939)
- 瑞波西汀（英语：Reboxetine） (Edronax, Vestra)
- Talopram（英语：Talopram） (Lu 3-010)
- Talsupram（英语：Talsupram） (Lu 5-005)
- Tandamine（英语：Tandamine） (AY-23,946)
- Viloxazine（英语：Viloxazine） (Vivalan)

### 另類
- 安非他酮 (Wellbutrin, Zyban)
- Ciclazindol（英语：Ciclazindol） (Wy-23,409)
- Manifaxine（英语：Manifaxine） (GW-320,659)
- Radafaxine（英语：Radafaxine） (GW-353,162)
- Tapentadol（英语：Tapentadol） (Nucynta)
- Teniloxazine（英语：Teniloxazine） (Lucelan, Metatone)